# Silvrettahütte
Die Silvrettahütte ist eine Berghütte der Sektion St. Gallen des Schweizer Alpen-Clubs (SAC), im Schweizer Kanton Graubünden.
Sie besteht aus zwei Gebäuden, liegt östlich von Klosters auf einer Höhe von 2341 m ü. M. und unterhalb des Silvrettagletschers, in aussichtsreicher Lage mit Blick ins Prättigau.
Sie bietet 69 Schlafplätze (davon im Winterraum 12) und ist in der Sommersaison von Mitte Juni bis Mitte Oktober sowie in der Wintersaison von Mitte Februar bis Anfang Mai bewirtschaftet. Die Hütte hat eine eigene Stromversorgung mittels Wasserturbine.

## Geschichte

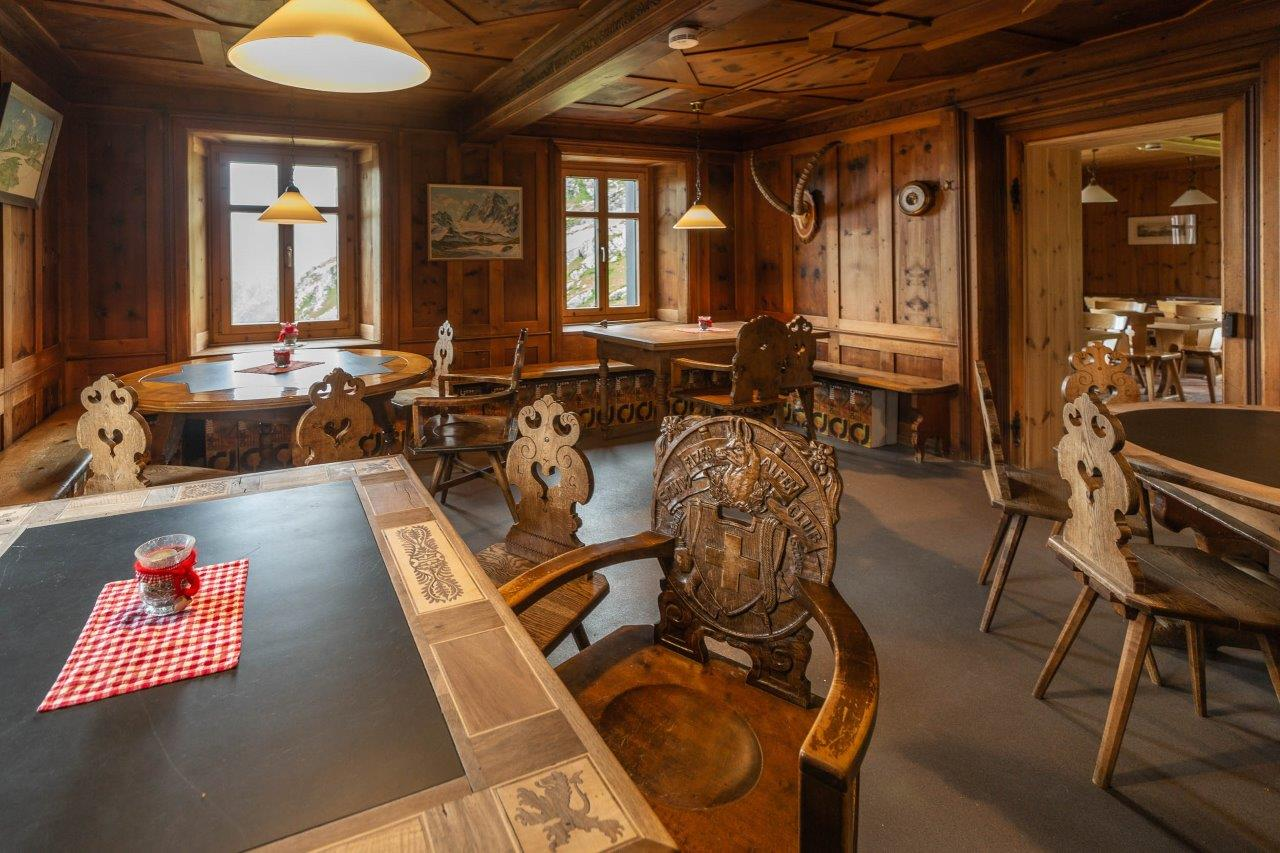
Aufenthaltsraum, ehemalige Gaststube des Berghauses von 1904

Die erste Silvrettahütte wurde 1865 gebaut. 1887 übernahm sie die Sektion Davos von der Sektion Rätia. Wegen schlechtem Baugrund (Moräne) musste sie 1890 neu erstellt werden. 1904 wurde daneben vom Hotel Silvretta in Klosters ein Berghaus als hoteleigenes «Höhenlager» für Bergtouren erstellt und im Juli 1907 eingeweiht. Beide gingen 1910 in den Besitz der Sektion St. Gallen des SAC über. Die getäferte (schweiz.; dt. getäfelte) Arvenholz-Stube mit handgeschnitzten Lehnsesseln aus dem Jahr 1916 erinnert an diese Zeit. Die Silvrettahütte befindet sich rund 1½ km von der österreichischen Grenze entfernt auf Schweizer Boden.

## Zustiege
Erreichbar ist sie von der Schweizer Seite ab Klosters-Monbiel in 4½ Stunden; von Österreich ab Bielerhöhe – Klostertal – Rote Furka in 3½ Stunden.

## Nachbarhütten
- Chamanna Tuoi
- Fergenhütte
- Jamtalhütte
- Saarbrücker Hütte
- Seetalhütte
- Tübinger Hütte
- Wiesbadener Hütte

## Touren
Die Hütte eignet sich als Ausgangspunkt für Rundwanderungen und Gipfelziele, Gletscher- und Skitouren und zahlreiche Klettertouren mit Überschreitungen sowie als Etappenort für vielfältige Wanderungen mit Übergängen (Furggen und Gletscher). Insgesamt sind es rund 100 Tourenmöglichkeiten und Gipfelziele. Sie ist auch ein abwechslungsreicher (Gletscherlehrpfad, Klettergarten), idealer Ort für Familienferien im Gebirge.

## Gletscherlehrpfad
Der Silvretta Gletscherlehrpfad ist ein geführter Wanderweg im Gletschervorfeld des Silvrettagletschers, der bei der Silvrettahütte beginnt. Er ist mit 15 Informationstafeln versehen, die dem Wanderer Hinweise auf Phänomene geben, die er beobachten kann. Dabei informiert jede Tafel jeweils über ein zu beobachtendes Thema aus Glaziologie, Biologie oder Geographie. Der Lehrpfad ist mit gelb-blauen Markierungen versehen, die einem den Weg weisen. Der Lehrpfad ist etwas über vier Kilometer lang und überwindet eine Höhendifferenz von rund 230 Metern. Der Pfad verläuft über in aller Regel gut markierte Wege und ist für Wanderer gefahrlos zu gehen. Ein Teil verläuft aber über eine Blockhalde, wofür festes Schuhwerk nötig ist. Vor der Blockhalde warnt ein Gefahrenschild. Im Verlauf des Pfades hat man einen guten Ausblick auf den Gletscher. Der Weg führt auch nahe am Gletschertor vorbei. Im Gegensatz zum Gletscherlehrpfad am Morteratschgletscher, dem beliebtesten Schweizer Gletscherlehrpfad, gibt es an diesem Lehrpfad viel weniger Tourismus und er ist schwerer zu erreichen.

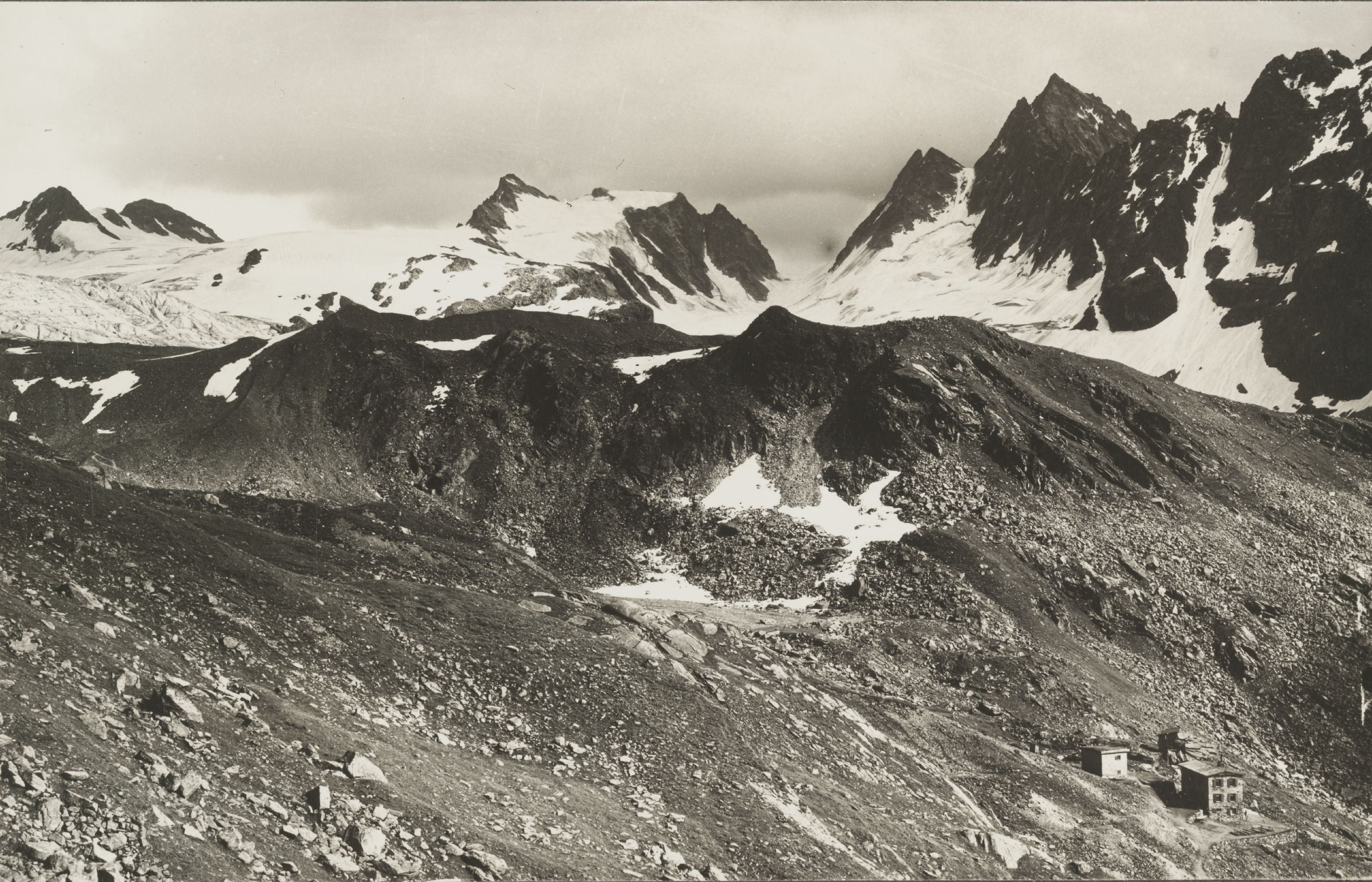
Silvrettagletscher mit Silvrettahütten, um 1939
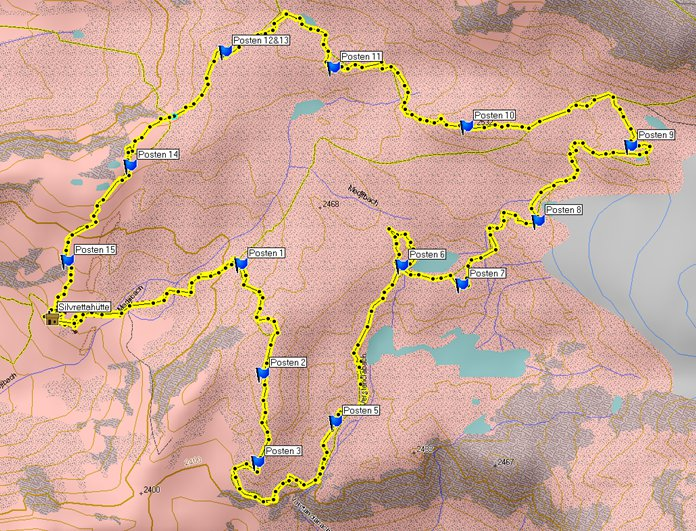
Verlauf
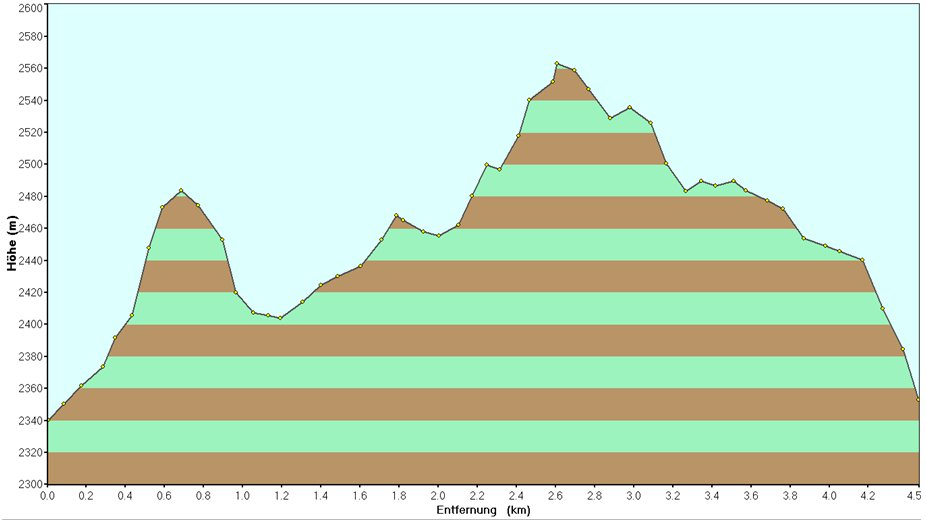
Höhenprofil
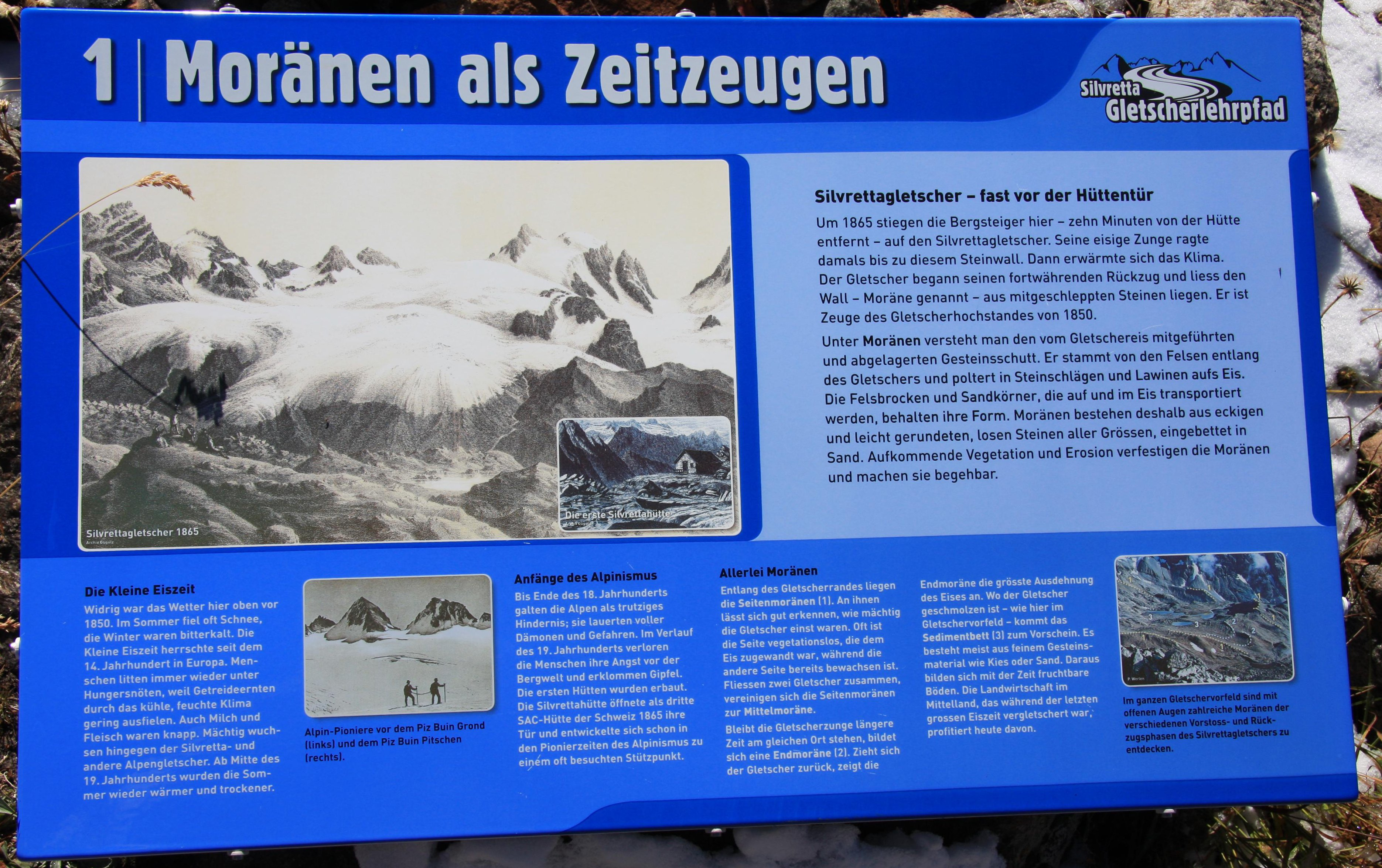
Tafel 1 „Moränen als Zeitzeugen“

### Flora und Fauna
Auf dem Lehrpfad hat man die Möglichkeit Schneehühner, Steinwild, Murmeltiere, Gletscherflöhe und unzählige Insekten zu entdecken. Auch für Blumenliebhaber gibt es einiges zu sehen. Unter anderem sind Enziane zu finden.

## Gefahren
Der Silvrettagletscher sollte grundsätzlich nur angeseilt überquert werden (Spaltengefahr).

## Karten
- Alpenvereinskarte 26 Silvrettagruppe (1:25.000)